# Ficedula luzoniensis
El papamoscas bundok (Ficedula luzoniensis) es una especie de ave paseriforme de la familia Muscicapidae endémica de Filipinas.

## Distribución y hábitat
A pesar de su nombre científico, no se encuentra solo en la isla de Luzón, sino que está distribuido por la mayoría de las islas principales del archipiélago filipino, donde habita principalmente en los bosques húmedos tropicales de montaña.